# Etheostoma caeruleum
Etheostoma caeruleum är en fiskart som beskrevs av Storer, 1845. Etheostoma caeruleum ingår i släktet Etheostoma och familjen abborrfiskar. Inga underarter finns listade i Catalogue of Life.